# Wayne Gretzky
Wayne Douglas Gretzky (Brantford, Ontario, 26. siječnja 1961.) je bivši kanadski hokejaš.
Gretzky se smatra jednim od najboljih hokejaša svih vremena.

## Vanjske poveznice
- Webstranica Wayne Gretzkyja
- NHL.com

.